# جسر كوتشة
جسر كوتشة (بالفارسية: پل کوچه) هو جسر تاريخي يعود إلى عصر السلالة الصفوية، ويقع في مقاطعة كنغاور.